# Pelham von Donop
Oberstløjtnant Pelham George von Donop (28. april 1851 i Southsea, Hampshire, Storbritannien – 7. november 1921 i South Kensington, London, Storbritannien) var officer i Royal Engineers og senere Chief Inspecting Officer of Railways. Han spillede fodbold for Royal Engineers AFC, deltog i to FA Cup-finaler (hvoraf han vandt den ene) og spillede to landskampe for Englands fodboldlandshold.

## Karriere

### Tidlige liv
Pelhan von Donop var den ældste af kommandør (senere viceadmiral) Edward Pelham Brenton von Donops fire sønner (og tre døtre).
Han blev uddannet på Royal Somersetshire College i Bath, hvorefter han i 1869 blev optaget på Royal Military Academy i Woolwich. Han repræsenterede akademiet i den årlige cricketkamp mod Sandhurst på Lord's den 23. – 24. maj 1870 og spillede mod Marylebone Cricket Club på Lord's det efterfølgende år. Han blev udnævnt til løjtnant i Royal Engineers den 15. december 1871, og blev i april måned det følgende år udstationeret på School of Military Engineering i Chatham, Kent. Von Donop fortsatte med at spille cricket mens han arbejdede for Royal Engineers: i en kamp mod Harlequins i Chatham i juni 1884 scorede han 91 runs ud af sit hold i alt 224.

### Fodboldkarriere
Von Donop blev snart udtaget til også at repræsentere sit regiment som fodboldspiller, og var med på det Royal Engineers AFC-hold, som nåede FA Cup-finalen i 1874. I finalen på Kennington Oval den 14. marts 1874 spillede von Donop inside left. Holdet tabte 2–0 til Oxford University AFC. Året efter besejrede Royal Engineers Oxford University i FA Cup-semifinalen og kvalificerede sig dermed til finalen for andet år i træk. Denne gang hed modstanderen Old Etonians FC, og kampen blev spillet på Kennington Oval den 13. marts 1875. Ved den lejlighed spillede von Donop i forsvaret. Kampen endte 0-0, men omkampen samme sted tre dage senere blev vundet af Royal Engineers med 2-0.
Von Donop opnåede også to landskampe for Englands fodboldlandshold i venskabskampe mod Skotland. Han debuterede den 8. marts 1873 i den anden officielle landskamp mellem de to lande, som England vandt 4-2. Von Donop, der spillede i midterforsvaret, blev beskrevet som "stalwart of the Royal Engineers team" (dansk: "kraftkarlen på Royal Engineers-holdet". To år senere, den 6. marts 1875, spillede han sin anden landskamp, der endte 2-2.
Von Donop fortsatte med at spille for Royal Engineers AFC til han var midt i 30'erne. I november 1886 scorede han tre mål i en kamp mod Royal Military Academy.

### Senere karriere
Von Donop blev forfremmet til kaptajn i december 1883. I september 1884, blev han som medlem af  Royal Engineers' 8th Railway Corps Company udsendt til Egypten for at deltage i Nilekspeditionen. Under ophold i Sudan anlagde hans kompagni 87⅓ miles jernbanesport fra Sarras til Akasha for at fremme transport af forsyninger og depoter til fronten. Han vendte hjem fra Egypten i juni 1886. Fra januar 1889 til februar 1894, arbejdede han som Inspector of Submarine Defences i Bombay, Indien, hvor han den 15. marts 1890 giftede sig med Ethel Farran Orr, der var datter af en  lokal advokat. I maj 1890 blev han forfremmet til major og i december 1897 til oberstløjtnant.
Han fortsatte med at spille cricket på klubniveau, og i januar 1890 spillede han to kampe for G F Vernon's XI mod lokale hold på Gymkhana Ground i Bombay.
I 1899 forlod von Donop Royal Engineers for i stedet at blive Inspecting Officer of Railways i Board of Trade's Railway Inspectorate. Han blev forfremmet til Chief Inspecting Officer i juli 1913, en stilling han besad til sin pensionering i 1916. I perioden i Board of Trade efterforskede han adskillige jernbaneulykker, f.eks. dem i Witham, Essex i 1905 og i Ilford, Essex i 1915, og han udførte også sikkerhedsinspektioner af sporvogne.
Von Donop var gudfader til forfatteren P.G. Wodehouse, som blev opkaldt efter ham.
Han døde den 7. november 1921 og er begravet i Mortlake.

## Familie
Hans yngste bror, Stanley, tjente i Royal Artillery og opnåede folkelig anerkendelse, da han ledte en kolonne soldater under den Anden Boerkrig. Tjente derudover som Master-General of the Ordnance (det fjerde medlem af Army Board) og som 'Colonel Commandant' i Royal Regiment of Artillery, og han endte sin karriere som generalmajor Sir Stanley Brenton Von Donop KCB KCMG.